# 任氏
任氏（?—?），西汉初年宣曲（约今陕西西安附近）人。秦汉间关中的粮食囤积商。
任氏的先辈曾任仓吏。秦朝时曾任督道（在边境）县粮仓小吏。秦王朝被推翻后，社会秩序大乱，当地“豪杰”竞相攫取“金子”等体小值高、便于贮藏和携带的物品，只有有任氏看重官仓里的粮食，便利用职务之便私自窖藏起来。楚汉之争时，相持荥阳，百姓不得耕种，粮食匮乏，米价一石至万钱，他因有囤积的粮食而致富。他出售粮食，于是豪杰金玉尽归任氏，任氏成为巨富，并购置土地，经营农业，以节俭自持，所以财富达到数代。为皇帝所褒重。